# Diskussionsklubb
En diskussionsklubb är en social sammankomst i avgränsad grupp eller förening, som ägnar sig åt diskussion kring specificerade fasta företeelser eller varierande ämnen, till exempel böcker eller politik. Sådana möten i olika former och sofistikeringsgrad kan antas ha förekommit lite varstans i världen och tiden under mänsklig samvaro, ofta förknippat med intagande av dryck och mat.

## Europeisk tradition
Salong var ett historiskt sådant fenomen främst inom städernas överklass, som upphörde i början på 1900-talet. Att "hålla salong" riktade sig ibland till en utvald skara, men kunde också vara ett slags öppen mottagning hemma i någon privatpersons bostad. En litterär salong pratade om litterära händelser. Andra samlades för att diskutera konst, kultur, aktuella ämnen eller vad som helst. Där kunde författare eller konstnärer visa upp sig och möta finansiärer och skapa kontakter.  
Likartade begrepp inom den västerländska kulturkretsen är wienercafé, tertulia och herrklubb. Ada Nilsson var en svensk politiskt engagerad gynekolog som också hann med att 1907 starta Kvinnornas diskussionsklubb och hålla välbesökt litterär salong i hemmet.
Palmstiernas klubb var en svensk politisk diskussionsklubb.
Kafferep, fika och syjunta är en enklare former av sådana sociala möten. 
I Sverige var diskussionsklubbarna en viktig plats för att bilda sig och diskutera politik.

## Österländska motsvarigheter
De sju vise i bambulunden är det mest kända exemplet på en diskussionsklubb med några kinesiska daoistisk vise män, författare och musiker, som fann varandra inom Qingtan-traditionen under 200-talet i Kinas blodiga historia. Qinqtan-grupper ägnade sig åt hövlig "ren konversation" om metafysik, filosofi och personligheter. Företeelsen var särskilt populär i Den södra huvudstaden under slutet av Han, De stridande staterna och De tre kungadömena (Wei, Shu-hai, Wu), men fick efterföljare under många århundraden.
Som mycket annat som inspirerat i Japan från det stora grannlandet, sägs bruket av koan inom zen ha rötter i qinqtan.